# La Liga de 1953–54
A La Liga de 1953–54 foi a 23º edição da Primeira Divisão da Espanha de futebol. Com 16 participantes, o campeão foi o Real Madrid.

## Classificação final
| Pos | Equipe                 | J  | V  | E | D  | GM | GS | SG  | Pts |
| --- | ---------------------- | -- | -- | - | -- | -- | -- | --- | --- |
| 1   | Real Madrid            | 30 | 17 | 6 | 7  | 72 | 41 | 31  | 40  |
| 2   | FC Barcelona           | 30 | 16 | 4 | 10 | 74 | 39 | 35  | 36  |
| 3   | Valencia CF            | 30 | 14 | 6 | 10 | 69 | 51 | 18  | 34  |
| 4   | RCD Español            | 30 | 14 | 6 | 10 | 50 | 36 | 14  | 34  |
| 5   | Sevilla FC             | 30 | 15 | 2 | 13 | 57 | 49 | 8   | 32  |
| 6   | Athletic Bilbao        | 30 | 12 | 8 | 10 | 54 | 44 | 10  | 32  |
| 7   | Deportivo de La Coruña | 30 | 13 | 5 | 12 | 41 | 46 | -5  | 31  |
| 8   | Racing Santander       | 30 | 12 | 7 | 11 | 53 | 61 | -8  | 31  |
| 9   | Atlético de Madrid     | 30 | 11 | 7 | 12 | 57 | 47 | 10  | 29  |
| 10  | Celta de Vigo          | 30 | 12 | 5 | 13 | 47 | 54 | -7  | 29  |
| 11  | Real Valladolid        | 30 | 12 | 5 | 13 | 50 | 60 | -10 | 29  |
| 12  | Real Sociedad          | 30 | 11 | 7 | 12 | 44 | 58 | -14 | 29  |
| 13  | CA Osasuna             | 30 | 12 | 4 | 14 | 46 | 54 | -8  | 28  |
| 14  | Real Jaén              | 30 | 11 | 6 | 13 | 55 | 70 | -15 | 28  |
| 15  | Real Oviedo            | 30 | 8  | 6 | 16 | 31 | 53 | -22 | 22  |
| 16  | Sporting de Gijón      | 30 | 7  | 2 | 21 | 44 | 81 | -37 | 16  |

|  | Classificado para a promoção de permanencia na Primera División |
|  | Descenso a Segunda División                                     |